# Jeff Olson
Pour les articles homonymes, voir Olson.
Jeff Olson est un acteur américain né en 1945 dans l'Indiana (États-Unis).

## Filmographie
- 1984 : Single Bars, Single Women (TV) : Putnam
- 1985 : Konrad (TV) : John
- 1988 : Halloween 4 : Le Retour de Michael Myers (Halloween 4: The Return of Michael Myers) : Richard Carruthers
- 1989 : I Know My First Name Is Steven (TV) : Reporter #4
- 1989 : L'Assassin de mes nuits (Blind Witness) (TV) : D.J.
- 1990 : La Maison des otages (Desperate Hours) de Michael Cimino : Coogan
- 1991 : In Your Wildest Dreams : Mr. Andrews
- 1991 : Fast Getaway : Chief Malone
- 1992 : La Guerre des mamies (Battling for Baby) (TV) : Doctor
- 1992 : In the Line of Duty: Siege at Marion (TV) : Daniel Lanz
- 1992 : Deliver Them from Evil: The Taking of Alta View (TV)
- 1993 : The Goodbye Bird : Pastor Worth
- 1993 : A Home of Our Own : Bowling Alley Patron
- 1994 : Strelyayushchiye angely
- 1994 : Attente mortelle (Mortal Fear) (TV) : Cedric Harring
- 1995 : Behind the Waterfall : Bus Driver
- 1995 : Un papa de rechange (Just Like Dad) (TV) : Customer at Davinas
- 1996 : The Undercover Kid : Dr. Hauptman
- 1996 : In the Blink of an Eye (TV) : Bald Man
- 1996 : Unabomber: The True Story (TV)
- 1997 : Comme une ombre (In My Sister's Shadow) (TV) : Building Superintendent
- 1997 : Money Plays (TV) : Photographer
- 1997 : Puzzle criminel (Night Sins) (TV) : Lt. Olson
- 1997 : Mother Knows Best (TV) : Minister
- 1997 : Les Ailes de l'enfer (Con Air) : Uncle Bob
- 1998 : Meet the Deedles
- 1998 : Clay Pigeons : Mark
- 1998 : Zack and Reba : Burton Stokes
- 1999 : Crime passionnel (A Crime of Passion) (TV) : Jim
- 2000 : The Crow 3 - Salvation (The Crow: Salvation) : Sergeant
- 2000 : Primary Suspect : Capt. Aronson
- 2001 : Hounded (TV) : Policeman #1
- 2002 : Just a Dream : Film Crew Assistant Director
- 2002 : Le Secret de maman (I Saw Mommy Kissing Santa Claus) : Principal Hoke
- 2003 : The Maldonado Miracle (TV) : Driver
- 2004 : Benji: Off the Leash! : Paul
- 2004 : Halloweentown High (TV) : Six Armed Man
- 2006 : Believe : Howard Flash
- 2007 : Le Nouveau Monde (Saving Sarah Cain) (TV) : Entraîneur Doyle